# Aleksandr Kowalow (kajakarz)
Aleksandr Władimirowicz Kowalow (ros. Александр Владимирович Ковалёв, ur. 2 marca 1975) – rosyjski kajakarz, kanadyjkarz. Dwukrotny medalista olimpijski z Aten.
Brał udział w dwóch igrzyskach (IO 00, IO 04). W 2004 zajął drugie miejsce w kanadyjkowych dwójkach na dystansie 1000 metrów i trzecie  na dystansie 500 metrów. Podczas obu startów partnerował mu Aleksandr Kostogłod. Wywalczył łącznie sześć medali mistrzostw świata, sięgając po trzy złote krążki (C-2 1000 m: 1998, 1999; C-4 200 m: 2005), jeden srebrny (C-2 1000 m: 2003) i dwa brązowe (C-2 500 m: 1999, C-4 200 m: 2001). Był również multimedalistą europejskiego czempionatu.